# Leyesaurus
Leyesaurus — род травоядных динозавров из группы завроподоморф, живших во время раннего юрского периода в районе нынешней Аргентины.
Впервые кости динозавра были найдены в начале XXI века крестьянской семьёй Лейес на территории своего участка, расположенного в Балде Лейес в провинции Сан-Хуан. О своей находке они сообщили сотрудникам музея Museo de Ciencias Naturales в Сан-Хуане.
В 2011 году типовый вид Leyesaurus marayensis был назван и описан группой учёных: Сесилией Апальдетти, Рикардо Мартинесом, Оскаром Алкобером и Диего Полом. Родовое название дано в честь семейства Лейес. Видовое обозначение относится к месту находки, бассейну реки Marayes-El Carrizal.
Голотип, PVSJ 706, был найден в слоях формации Quebrada del Barro. Датировка данной геологической формации является неопределённой: высказывалось предположение, что она относится к концу триаса, но открытие Leyesaurus, занимающего более высокое положение в эволюционном древе динозавров, дало возможность предположить, что формация датируется нижней юрой. Голотип состоит из частичного сочленённого скелета и черепа с нижней челюстью. Череп также не полон, отсутствует левая сторона и затылочные части. Скелет состоит из первых девяти шейных позвонков, нескольких средних и задних хвостовых позвонков, нижней части левого плечевого пояса, фрагмента правой лобковой кости, седалищной кости, а также фрагментов левой задней конечности.
Leyesaurus обладал небольшой шеей. Длина тела оценивается примерно в 2,5 метра, черепа — 147,4 мм, он относительно короткий с большими глазницами. Находки также дают возможность предполагать, что данный вид обладал клювом.
В кладограмме он был помещён в базальную позицию группы Sauropodomorpha и отнесён к семейству Massospondylidae. Более того, результаты показывают, что Massospondylidae достигали более высокого разнообразия, чем считалось ранее. В соответствии с точным кладистическим анализом Massospondylidae является сестринским таксоном виду Adeopapposaurus.